# Park Hong-kyun
Dans ce nom coréen, le nom de famille, Park, précède le nom personnel.
Park Hong-kyun (coréen : 박홍균), né le 23 septembre 1970, est un réalisateur et producteur sud-coréen.

## Biographie
Diplômé de l'Université nationale de Séoul, Park Hong-kyun commence sa carrière en tant que réalisateur pour MBC où il filme notamment des pièces de théâtre à succès. Il collabore avec MBC de 2002 à 2015.
Depuis 2017, il travaille pour tvN et est producteur pour Studio Dragon.
Il est un collaborateur régulier des Sœurs Hong pour qui il a réalisé The Greatest Love, Warm and Cozy et A Korean Odyssey.

## Filmographie sélective
- 2003 : Argon (아르곤)
- 2004 : The Age of Heroes (영웅시대)
- 2006 : So In Love (얼마나 좋길래)
- 2007 - 2008 : New Heart (뉴하트)
- 2009 : Queen Seondeok (선덕여왕)
- 2011 : The Greatest Love (최고의 사랑)
- 2015 : Warm and Cozy (맨도롱 또똣)
- 2017 - 2018 : A Korean Odyssey (화유기)
- 2024 : Red Swan (화인가 스캔들)